# ساموئل آگیلار
ساموئل آگیلار (اسپانیایی: Samuel Aguilar‎؛ ۱۶ مارس ۱۹۳۳ – ۱۲ مه ۲۰۱۳) بازیکن فوتبال اهل پاراگوئه بود.
از باشگاه‌هایی که در آن بازی کرده‌است می‌توان به باشگاه فوتبال دپورتیوو پریرا، باشگاه فوتبال لیبرتاد، و باشگاه ورزشی الیمپیا اشاره کرد.
وی همچنین در تیم ملی فوتبال پاراگوئه بازی کرده‌است.